# Porfiroclasto

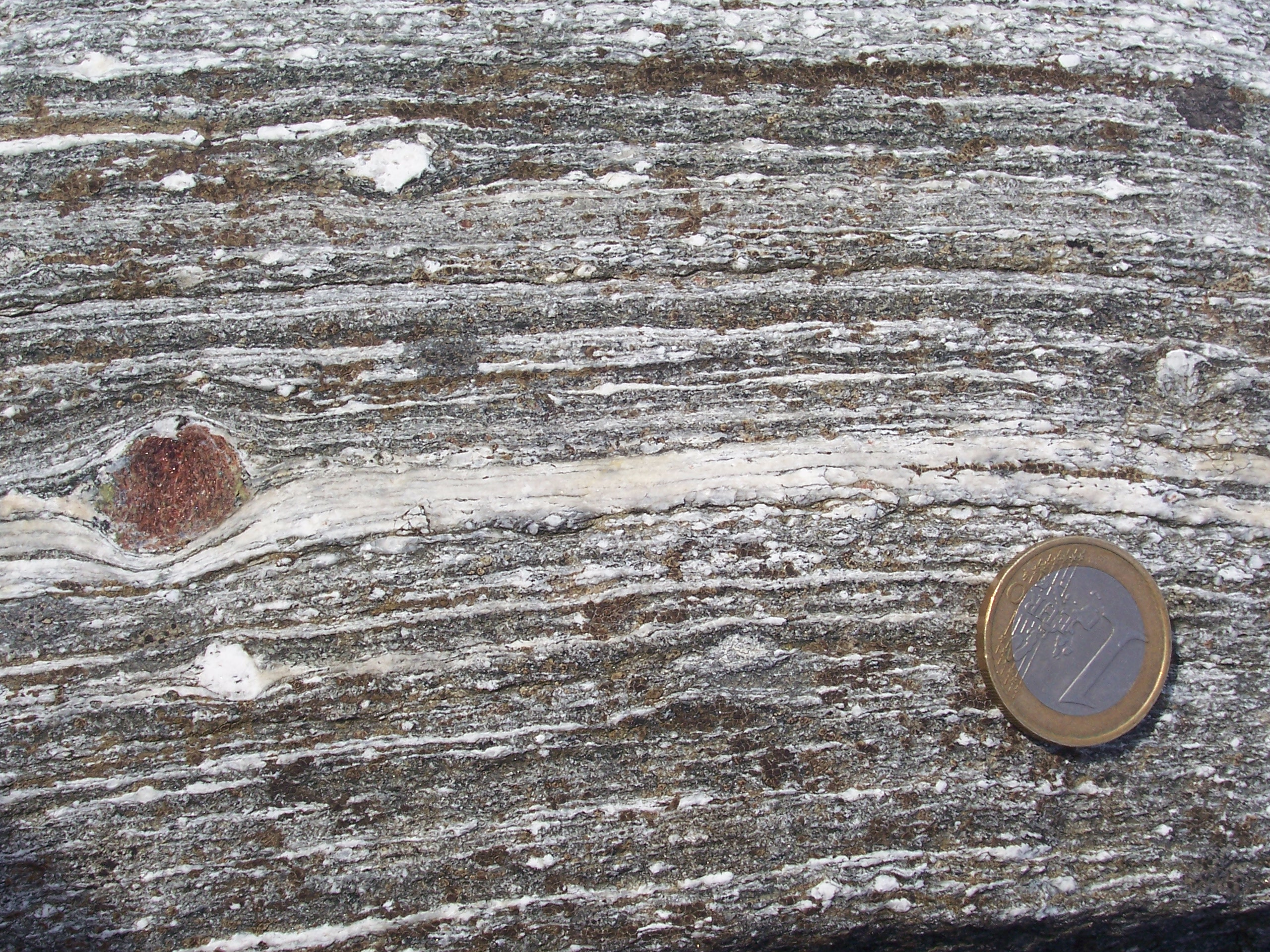
Um milonito mostrando uma série de porfiroclastos (rodados): uma granada vermelha clara à esquerda na imagem, enquanto porfiroclastos brancos mais pequenos de feldspato podem ser encontrados por todo o lado. Localização: o contacto tectónico entre rochas alóctonas e autótonas do nappe Blåhø em Otrøy, Caledonides, centro da Noruega.

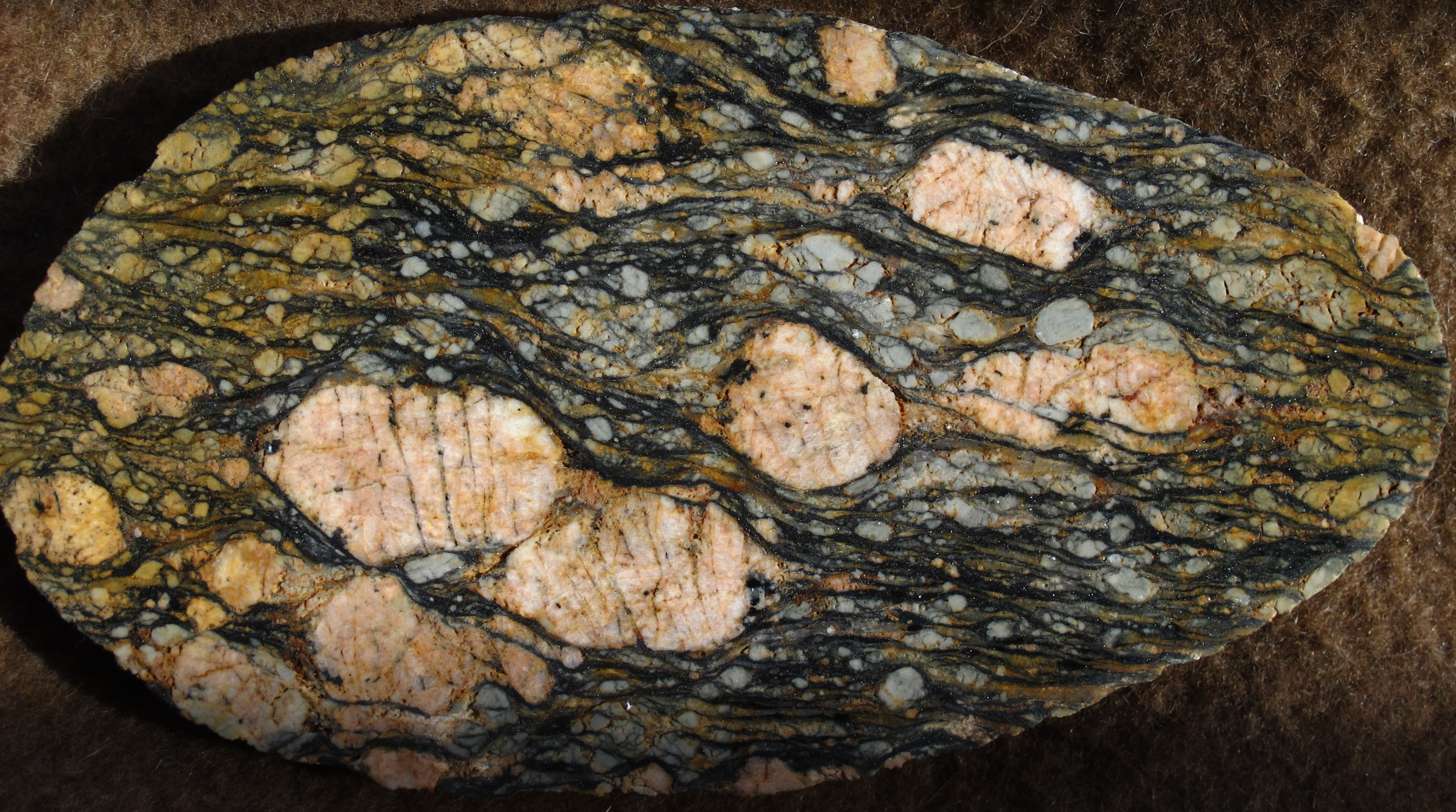
Milonito de Augen, perto de Røragen, Noruega. Este granito megacritalino deformado tem grandes porfiroclastos de feldspato alcalino e pequenos porfiroclastos de feldspato plagioclásico (amostra de 18 cm x 10 cm). Muitos dos maiores porfiroclastos têm uma clara geometria do tipo σ, consistente com o sentido de cisalhamento do topo para a direita.

Porfiroclasto é a designação dada em petrologia e geologia aos clastos ou fragmentos de minerais presentes em rochas metamórficas, rodeado por uma massa de fundo de cristais de grão mais fino. Os porfiroclastos são fragmentos da rocha original antes da recristalização dinâmica ou cataclase ter produzido a matriz da rocha, o que significa que são mais antigos que a rocha em que estão integrados. Em geral os profiroclastos são fragmentos da rocha original, que não se deformavam tão facilmente e que, por isso, não eram ou eram pouco afectados pela recristalização. Podem ter sido fenocristais ou porfiroblastos na rocha original.

## Descrição
Os porfiroclastos são frequentemente confundidos com os porfiroblastos. Estes últimos são também grandes cristais numa matriz mais fina, mas cresceram durante ou após a deformação e durante ou após a formação da matriz. O momento do crescimento dos porfiroblastos pode ser determinado através do exame da microestrutura preservada (ou não) dentro deles como poiquiloblastos.
Em rochas fortemente deformadas, os porfiroclastos são frequentemente rotacionados pela tensão de cisalhamento na rocha. A sua forma pode ser usada para determinar a direção do cisalhamento. Quando os porfiroclastos têm bordos feitos de cristais de grão mais fino, são referidos como sistemas de porfiroclastos. As geometrias dos sistemas de porfiroclastos podem ser usadas para determinar a direção do cisalhamento dentro de uma zona de cisalhamento.